# Tiberio III
Tiberio III (en griego antiguo: Τιβέριος, romanizado: Tibérios) fue emperador bizantino de 698 a 705. Poco se sabe de sus primeros años, aparte de que fue drungario, un comandante de rango medio, que sirvió en el Tema cibirreota. En 696 formó parte de un ejército enviado por el emperador bizantino Leoncio para retomar la ciudad norteafricana de Cartago, que había sido capturada por los omeyas árabes. Tras tomar la ciudad, este ejército fue rechazado por los refuerzos enviados por los omeyas y se retiró a la isla de Creta. Temiendo la ira de Leoncio, algunos oficiales mataron a su comandante, Juan el Patricio, y declararon emperador a Tiberio, quien reunió rápidamente una flota y se dirigió a Constantinopla, donde depuso a Leoncio. Tiberio no intentó recuperar el África bizantina de los omeyas, pero llevó a cabo una campaña contra ellos a lo largo de la frontera oriental con cierto éxito. En 705, el antiguo emperador Justiniano II, que había sido depuesto por Leoncio, dirigió un ejército de eslavos y búlgaros del Primer Imperio búlgaro a Constantinopla y, tras entrar en la ciudad en secreto, depuso a Tiberio. Tiberio huyó a Bitinia, pero fue capturado unos meses después y decapitado por Justiniano entre agosto de 705 y febrero de 706. Su cuerpo fue arrojado inicialmente al mar, pero más tarde fue recuperado y enterrado en una iglesia de la isla de Kınalıada.

## Historia

### Primeros años
Se conocen pocos detalles de su vida antes del reinado del emperador bizantino Leoncio (r. 695-698), salvo su nombre de nacimiento, Apsimaro (en latín: Apsimarus; en griego antiguo: Ἀψίμαρος, romanizado: Apsímaros), considerado históricamente de origen germánico. El historiador Wolfram Brandes remonta la hipótesis tradicional de un origen germánico a J. B. Bury, pero considera que es incorrecta. Los bizantinistas británicos Anthony Bryer y Judith Herrin han propuesto que el nombre puede ser de origen eslavo, y la especialista estadounidense en manuscritos iluminados bizantinos Leslie Brubaker y el historiador británico John Haldon han sugerido un origen túrquico.
También se sabe que fue drungario (droungarios, comandante de unos mil hombres) del Tema cibirreota, una provincia militar del sur de Anatolia. Algunos bizantinistas, como el ruso Alexándr Vasíliev, opinan que Tiberio era originario de Gothograecia (en griego antiguo: Γοτθογραικία, romanizado: Gotthograikia) una región al sur del mar de Mármara que formaba parte del Tema opsiciano durante el Imperio bizantino. El bizantinista estadounidense Walter Kaegi afirma que Tiberio había obtenido victorias sobre los eslavos en los Balcanes durante los inicios de su carrera militar, lo que le otorgó cierto grado de popularidad.

### Antecedentes
En 696, el Califato omeya reemprendió su ataque contra el Exarcado de África del Imperio bizantino, apoderándose de la ciudad de Cartago en 697. El emperador bizantino Leoncio envió al comandante Juan el Patricio con un ejército para retomar la ciudad, lo que Juan logró tras lanzar un ataque sorpresa contra su puerto. A pesar de este éxito inicial, la ciudad fue rápidamente retomada por refuerzos omeyas, lo que obligó a Juan a retirarse a la isla de Creta para reagruparse. Un grupo de oficiales que temían la ira de Leoncio por no haber reconquistado Cartago mataron a Juan y declararon emperador a Apsimaro, quien adoptó el nombre regnal de Tiberio (durante este periodo, la elección de un nombre regnal era bastante común, aunque posteriormente se perdió la costumbre). Reunió una flota y se alió con los Verdes (una de las facciones deportivas y políticas del Hipódromo), antes de zarpar hacia Constantinopla, que estaba sufriendo un brote de peste bubónica. Tiberio y sus tropas desembarcaron en el puerto tracio de Sykai, en el Cuerno de Oro, y procedieron a sitiar la ciudad. Tras varios meses, miembros de la facción Verde abrieron las puertas de Constantinopla a las fuerzas de Tiberio, lo que le permitió tomar la ciudad y deponer a Leoncio, lo que no impidió que sus tropas saquearan la ciudad. Tiberio hizo que le cortaran la nariz a Leoncio y lo envió al monasterio de Psamathion en Constantinopla. Según el cronista del siglo XII Miguel el Sirio, que cita a su vez una fuente siríaca contemporánea del siglo VIII no identificada, Tiberio justificó su derrocamiento aduciendo como precedente el propio destronamiento por parte de Leoncio del emperador Justiniano II (r. 685-695, 705-711) por su mala administración del imperio. Antes de Tiberio, ningún oficial de la armada había asumido el trono, en parte porque los bizantinos consideraban que el ejército era mucho más prestigioso.

### Reinado

Mapa del Imperio bizantino en 717

Tiberio fue coronado por el patriarca Calínico I de Constantinopla poco después de hacerse con el control de Constantinopla y deponer a Leoncio. Una vez en el poder, Tiberio no intentó recuperar el África bizantina de manos de los omeyas, sino que centró su atención en la frontera oriental de su imperio. Tiberio nombró a su hermano, Heraclio, patrikios (prestigioso título de la Corte en la época bizantina) y monostrategos (general en jefe) de los temas (regiones administrativas bizantinas) de Anatolia, las posesiones del Imperio bizantino situadas en Anatolia (la actual Turquía). Heraclio invadió el califato omeya a finales del otoño de 698, cruzando los pasos de los montes Tauro hasta Cilicia antes de marchar hacia el norte de Siria. Heraclio derrotó a un ejército árabe enviado desde Antioquía y luego realizó incursiones hasta Samósata antes de retirarse a la seguridad de las tierras bizantinas en la primavera de 699.
Los éxitos militares de Heraclio provocaron una serie de ataques árabes punitivos: los generales omeyas Muhammad ibn Marwan y Abdallah ibn Abd al-Malik conquistaron lo poco que quedaba del territorio bizantino en Armenia en una serie de campañas a las que Heraclio no pudo responder eficazmente. Los armenios lanzaron una gran revuelta contra los omeyas en 702, solicitando ayuda bizantina. Por su parte, al-Malik lanzó una campaña para reconquistar Armenia en 704, pero fue atacado por Heraclio en Cilicia. Heraclio derrotó al ejército árabe de entre 10 000 y 12 000 hombres dirigido por Yazid ibn Hunayn en Sisia, matando a la mayoría de sus tropas y esclavizando al resto; a pesar de todo, Heraclio no pudo impedir que al-Malik reconquistara Armenia.
Tiberio intentó reforzar el ejército bizantino reorganizando su estructura, así como reordenar el Tema cibirreota y ordenar la reparación de las murallas marítimas de Constantinopla. También centró su atención en la isla de Chipre, que había quedado despoblada desde que muchos de sus habitantes fueron trasladados a la región de Cícico bajo el mandato de su predecesor, Justiniano II; Tiberio negoció con éxito con Abd al-Malik en 698/699 para que los chipriotas que habían sido trasladados a Cícico y los que habían sido capturados por los árabes y llevados a Siria, pudieran regresar a sus tierras natales. También reforzó la guarnición de la isla con tropas mardaítas procedentes de los montes Tauro. Según el bizantinista británico Warren Treadgold, Tiberio intentó contener a los árabes en el mar creando nuevas provincias militares, creando el Tema de Cerdeña y separando el Tema de Sicilia del Exarcado de Rávena. También desterró al futuro emperador Filípico, hijo de un patrikios, a la isla de Cefalonia.

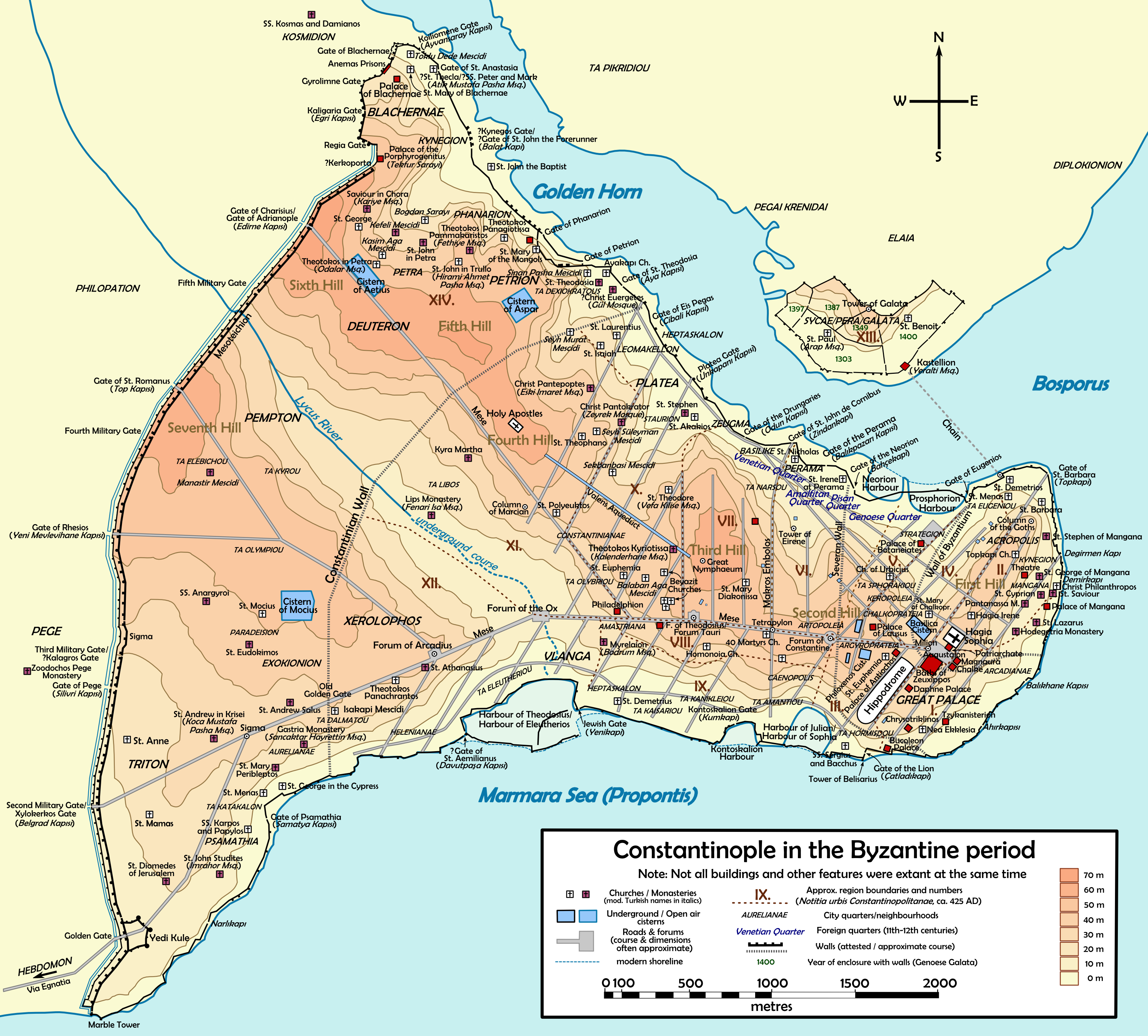
Mapa de Constantinopla en la época bizantina; el palacio de Blanquerna se encuentra al noroeste de la ciudad

En 702, Justiniano II huyó del Tema de Quersoneso (la actual Crimea) y consiguió el apoyo del gran kan Busir (r. 688/690-730), líder de los jázaros, que le entregó a su hermana Teodora como esposa y lo acogió en su corte de Fanagoria. En 703, Tiberio recibió noticias de que Justiniano intentaba conseguir apoyos para retomar el trono, por lo que no tardó en enviar emisarios a los jázaros exigiendo que fuera entregado a los bizantinos, vivo o muerto. Justiniano eludió la captura y buscó el apoyo del kan del Primer Imperio búlgaro, Tervel (r. 700-721). En 705, Justiniano dirigió un ejército de eslavos y búlgaros hacia Constantinopla y la sitió durante tres días hasta que unos exploradores descubrieron un antiguo conducto en desuso que pasaba bajo las murallas de la ciudad. Justiniano y un pequeño destacamento de soldados utilizaron esta vía para acceder a la ciudad, salieron por el extremo norte de la muralla, cerca del Palacio de Blanquerna, y se apoderaron rápidamente del edificio. Tiberio huyó a la ciudad de Sozópolis, en Bitinia, y eludió a sus perseguidores durante varios meses antes de ser capturado. No se conoce con certeza el momento exacto del asedio de Justiniano y la captura de Tiberio. Según el numismático británico Philip Grierson, Justiniano II entró en la ciudad el 21 de agosto, pero según la bizantinista Constance Head, Justiniano tomó la ciudad el 10 de julio, y la fecha del 21 de agosto considera que sería la fecha en que Tiberio fue capturado en Sozópolis, o bien la fecha en que fue llevado de vuelta a Constantinopla. Seis meses más tarde, probablemente el 15 de febrero, Justiniano hizo que Leoncio y Tiberio fueran arrastrados al Hipódromo y humillados públicamente, antes de ser llevados al Kynegion (un barrio de la ciudad cerca de la puerta de Kynegos) y decapitados. Sus cuerpos fueron arrojados al mar, pero más tarde fueron recuperados y enterrados en una iglesia de la isla de Kınalıada.

#### Legado
Head comenta que, aunque se sabe poco de Tiberio, las pruebas apuntan a que fue un «gobernante concienzudo y eficaz», y afirma que se le podría recordar como «uno de los verdaderos grandes emperadores de Bizancio» si hubiera reinado más tiempo. Kaegi señala que las sucesivas dinastías del Imperio bizantino, y sus historiadores correspondientes, tienden a culpar a Tiberio de la pérdida permanente del África bizantina, pero el considera que, cuando Tiberio subió al trono, ya era demasiado tarde para que los bizantinos recuperaran su control.

### Familia
Tiberio tuvo un hijo, Teodosio, que llegó a ser obispo de Éfeso en 729, presidió el Concilio de Hieria en 754 y asesoró a los emperadores León III (r. 717-741) y Constantino V (r. 741-775). El bizantinista Graham Sumner ha sugerido que este hijo de Tiberio podría haberse convertido más tarde en el emperador Teodosio III (r. 715-717); Sumner ofrece pruebas de que ambas figuras ocuparon el obispado de Éfeso en épocas similares: El emperador Teodosio se convirtió en obispo después de 716, según el Chronicon Altinate, y Teodosio el hijo de Tiberio se convirtió en obispo en 729, lo que hace suponer que podría tratarse de la misma persona. Los bizantinistas Cyril Mango y Roger Scott no consideran probable esta teoría, ya que significaría que el emperador Teodosio tenía que haber vivido treinta años más tras su abdicación. Otros detalles de la familia de Tiberio, incluido el nombre de sus cónyuges, se han perdido, una circunstancia habitual como consecuencia de la agitación del periodo en el que gobernó Tiberio, conocido como la Anarquía de los veinte años.